# The Beast (motorfietsmerk)
The Beast is een historisch merk van motorfietsen.
Door de Amerikaan Chet Herbert gebouwde Dirttrackmachine. Herbert, die getroffen was door kinderverlamming, bouwde in 1951 een heel nieuwe machine waarvan de basis bestond uit een 1947 Harley-Davidson-blok.